# Superb (Schiff, 1798)
Die Superb, auch HMS Superb, war ein 74-Kanonen-Linienschiff 3. Ranges der Pompée-Klasse der britischen Marine. Ihr Stapellauf fand am 19. März 1798 statt; 1826 wurde sie abgewrackt. Die Superb wird oft mit Richard Goodwin Keats assoziiert, der als Kapitän auf ihr diente und sie im Range eines Rear-Admiral ab 1808 als Flaggschiff verwendete.

## Geschichte
Im Juli 1801 war die Superb bei Cadiz stationiert und nahm am zweiten Seegefecht von Algeciras teil. Während des französisch-spanischen Rückzugs befahl Admiral Sir James Saumarez die alliierte Flotte von hinten zu fassen und anzugreifen. Die Superb war ein relativ neues Schiff und auch das schnellste Linienschiff der Flotte. Während der Abenddämmerung am 12. Juli segelte sie neben der spanischen Real Carlos (112 Kanonen) auf deren Steuerbordseite. Ein weiteres spanisches Schiff, die San Hermenegildo (112 Kanonen), segelte auf gleicher Höhe. Nachdem drei Breitseiten auf die Real Carlos gefeuern worden waren, stand diese in Flammen. Während sich die Superb von der Real Carlos absetzte und nun die französische St. Antoine angriff, verwechselte die San Hermenegildo die brennende Real Carlos mit einem feindlichen Schiff, und es begann ein heftiges Duell der beiden spanischen Dreidecker. Die beiden Schiffe trieb in der Folge ineinander, die Takelagen verhakten sich, und als die Real Carlos explodierte, wurde auch die San Hermenegildo in Brand gesteckt und explodierte 15 Minuten später. Die Superb, relativ unversehrt, brachte die St. Antoine nach einem kurzen Austausch von Breitseiten auf.
Während des Seegechts von San Domingo diente sie als Flaggschiff von Admiral Sir John Thomas Duckworth.
Charles Paget wurde ausgewählt, die Superb als Teil der Channel Fleet zu kommandieren, und nahm während einer Fahrt durch die Biskaya mehrere Prisen. 1814 wurde sie an der Küste von Nordamerika unter Kommando von Sir Alexander Cochrane eingesetzt und nahm an einem Angriff auf Wareham, Massachusetts, während des Britisch-Amerikanischen Kriegs teil.